# Undercover (serie televisiva 2019)
Undercover è una serie televisiva belga-olandese. È ispirata a fatti reali ma i personaggi e i luoghi sono inventati.

## Trama
Nel tentativo di mandare a monte alcuni traffici di droga, due agenti di polizia sotto copertura, Bob Lemmens e Kim De Rooij collaborano tra loro, recandosi nel campeggio dove vive uno spacciatore, Ferry Bouman.

## Personaggi e interpreti
- Tom Waes nel ruolo di Bob Lemmens/Peter Bogaert
- Anna Drijver nel ruolo di Kim De Rooij/Anouk
- Frank Lammers nel ruolo di Ferry Bouman
- Elise Schaap nel ruolo di Danielle Bouman
- Raymond Thiry as John Zwart
- Robbie Cleiren nel ruolo di Marc Gevers
- Manou Kersting nel ruolo di Nick Janssens
- Katrien De Ruysscher nel ruolo di Lisbeth Mertens
- Huub Smit nel ruolo di Dennis de Vries
- Lieke van den Broek nel ruolo di Sonja van Kamp
- Sara De Bosschere nel ruolo di Lena Vandekerckhove
- Kevin Janssens nel ruolo di Jurgen van Kamp
- Kris Cuppens nel ruolo di Walter Devos
- Emma Verlinden nel ruolo di Polly Lemmens
- Warre Verlinden nel ruolo di David Lemmens
- Lucas Van den Eynde nel ruolo di Ignace Devlaeminck

Seconda stagione
- Wim Willaert nel ruolo di Laurent Berger
- Sebastien Dewaele nel ruolo di Jean-Pierre Berger
- Ruth Becquart nel ruolo di Nathalie Geudens
- Celest Henri Cornelis nel ruolo di Jackson Geudens
- Sarah Vandeursen nel ruolo di Betty
- Robrecht Vanden Thoren nel ruolo di T-Bone
- Mourade Zeguendi nel ruolo di Vincent Messaoudi

## Produzione
La storia si sviluppa principalmente nel campeggio dove Ferry per la maggior parte del suo tempo risiede. Il campeggio si trova nel nord del Belgio, precisamente a Lommel, ma molte puntate si svolgono anche nei Paesi Bassi, in Germania ed in Francia.
Nel 2021 è uscito Ferry, un film prequel, sempre con Frank Lammers nel ruolo di Ferry Bouman. Il cast è completato da Elise Schaap (Danielle van Marken), Huub Stapel (Ralph Brink), Raymond Thiry (John Zwart), Monic Hendrickx (Claudia Zwart-Bouman) e Juliette van Ardenne (Keesje Bouwman).
Nel 2023, Netflix ha pubblicato Ferry: The Series, un ulteriore prequel in otto parti.